# Internet Explorer
Windows Internet Explorer (tidligere Microsoft Internet Explorer, ofte forkortet IE) var en webbrowser fra Microsoft. Internet Explorer var en af de mest udbredte browsere hvis udbredelse toppede i 2002-2003 med en markedsandel på 95 %. Pr. 2022 var IE's markedsandel 0,38%.
Den seneste version af Internet Explorer var version 11. Internet Explorer til Macintosh udvikles ikke længere – den seneste udgave var version 5.2.

## Historie
Internet Explorer startede som en af mange browsere baseret på OEM-licenser af pionerproduktet Spyglass Browser, en teknologi der ved version 4 stort set var skrevet ud af produktet. Spyglass baserede sig på Mosaic fra NCSA, der var blandt de allerførste browsere.
Internet Explorer blev først rigtig udbredt fra version 3, der blev frigivet 13. august 1996. I slutningen af 1990'erne kæmpede Internet Explorer og Netscape Navigator om at overtage positionen som den mest udbredte browser – en position som Netscape Navigator havde indtaget få år forinden. Netscape Navigator 3 blev frigivet få dage efter Internet Explorer 3 og herefter var browserkrigen for alvor skudt i gang. Med udgivelsen af Internet Explorer 4 (oktober 1997) fik Microsoft det trumfkort der kunne afgøre browserkrigen. Browseren var hurtigere end Netscape Navigator 4 (frigivet juni 1997) og den kunne håndtere dynamiske sider bedre end modparten. 
Da Internet Explorer 4 blev frigivet, havde Netscape Navigator en markedsandel på ca. 72 %. To år senere, i 1999, var det faldet til blot 35 % mens Internet Explorers markedsandel i samme periode steg fra ca. 17 % til 62,5 %.
Version 5 udkom med Windows 98 SE, 10. juni 1999. Den bød bl.a. på understøttelse af XML og XSL. Version 5.5 udkom i juli 2000, bl.a. med forbedret understøttelse af HTML- og CSS-standarderne. 
27. august 2001 udkom Internet Explorer 6. Nyt i version 6 var bl.a. indførelsen af en doctypekontakt der gjorde det muligt at få browseren til at benytte to forskellige regelsæt til håndteringen af HTML og CSS – ét der svarede til tidligere udgaver af Internet Explorer og ét der i højere grad levede op til de officielle webstandarder fra W3C.
18. oktober 2006 udkom Internet Explorer 7, der blandt indeholder et indbygget antiphishingfilter, tabbed browsing mv. Som en nyhed har IE 7 også faneblade, kendt fra Mozilla Firefox og Netscape Navigator.
Den 12. januar 2016 stoppede Microsoft med at tilbyde sikkerhedsopdateringer og tekniske support til Internet Explorer versioner ældre end Internet Explorer 11. Internet Explorer 11 er dermed den sidste version af Internet Explorer.

## Om udbredelsen af Internet Explorer
En årsag til Internet Explorers store udbredelse kan være, at den er integreret med styresystemet Microsoft Windows og distribueres sammen med det. Dette gav anledning til en retssag, som det amerikanske justitsministerium og 20 delstater anlagde mod Microsoft i 2000. Microsoft blev beskyldt for at misbruge sin dominerende position på markedet for styresystemer til at opnå en uretmæssig andel af markedet for webbrowsere. Sagen endte i 2002 med et forlig. En række af de delstater, der var med til at anlægge sagen, mente ikke, at forliget gik langt nok, men forliget blev i 2004 stadfæstet af USA's højesteret.

## Udgaver
- Internet Explorer 1, 16. august 1995, system Windows 3.1 og Windows 95.
- Internet Explorer 2, 22. november 1995, system Windows 3.1, Windows 95 og Windows NT.
- Internet Explorer 3, 13. august 1996, system Windows 3.1, Windows 95 og Windows NT.
- Internet Explorer 4, oktober 1997, system Windows 3.1, Windows 95, Windows NT og Windows 98.
- Internet Explorer 5, 18. marts 1999, system Windows 3.1, Windows 95, Windows NT, Windows 98, Windows ME og Windows 2000.
- Internet Explorer 6, 27. august 2001,  system Windows 98, Windows Me, Windows 2000 og Windows XP.
- Internet Explorer 7, 18. oktober 2006, system Windows XP og Windows Vista.
- Internet Explorer 8, 19. marts 2009, system Windows XP, Windows Vista og Windows 7
- Internet Explorer 9, 14. marts 2011, system Windows Vista og Windows 7
- Internet Explorer 10, 4. september 2012, system Windows 7, Windows 8 og Windows Server 2012
- Internet Explorer 11, 17. oktober 2013, system Windows 8 og Windows 7